# Я всё ещё здесь (фильм, 2010)
«Я всё ещё здесь» (англ. I'm Still Here, в России также известен как «Я всё ещё здесь: потерянный год Хоакина Феникса») — псевдодокументальный фильм Кейси Аффлека об актёре Хоакине Фениксе, рассказывающий о периоде его жизни с конца 2008 года по начало 2009 года, когда тот объявил о завершении актёрской карьеры ради хип-хопа. Съёмки начались 16 января 2009 года в одном из ночных клубов Лас-Вегаса. В период съёмок Феникс появлялся в образе, придуманном для фильма, общался с прессой и дал несколько интервью.
После показа картины на 67-м Венецианском международном кинофестивале 6 сентября 2010 года, она вышла в ограниченный прокат в США 10 сентября, а спустя неделю — в широкий прокат. Несмотря на слухи, что фильм снят в жанре мокьюментари, факт, что описываемые в фильме события являются постановочными, держался в секрете вплоть до выхода фильма.

## Сюжет и идея
В октябре 2008 года Хоакин Феникс объявил, что оставляет актёрскую карьеру, якобы чтобы целиком сосредоточиться на музыке. В действительности за этот период он и его лучший друг Кейси Аффлек сняли фильм, по словам Феникса, с целью изучить знаменитостей и взаимосвязь между ними, СМИ и зрителями, а заявление об уходе Феникса из кинематографа стало первым в цепочке постановочных событий, положенных в основу картины.
Феникс сообщил, что намерен сделать карьеру в хип-хопе под руководством известного рэпера Шона «Дидди» Коумбза. Вскоре после своего музыкального дебюта в середине 2009 года, Феникс появился в ток-шоу Дэвида Леттермана с продвижением своего последнего, как он утверждал, фильма «Любовники». Появившись на шоу с бородой и в неопрятном виде, Феникс, отвечая на вопросы Леттермана о фильме и своей актёрской карьере, противоречил сам себе и был непоследователен. Когда зрители посмеялись над его начинаниями в хип-хопе, Феникс подтвердил, что серьёзно намерен продолжать. Позже один из создателей передачи, Билл Шифт, рассказал, что всё было шуткой.
В интервью, позже данном сайту CinemaBlend.com, Феникс вёл себя совершенно противоположно, что породило слухи, что его появление на шоу Дэвида Леттермана было подставой, но это Феникс опроверг, заверив, что не намерен бросать музыкальную карьеру. На церемонии вручения премии «Оскар» в 2009 году актёр Бен Стиллер, появившийся на сцене, чтобы вручить одну из наград, пародировал движения и манеру поведения Феникса на шоу Леттермана.
После того, как в сентябре 2010 года Кейси Аффлек заявил, что «Я всё ещё здесь» является постановочным фильмом, Феникс снова появился на шоу Дэвида Леттермана, на этот раз гладко выбритый и хорошо одетый. Оба утверждали, что Леттерман не был в курсе обмана Феникса, не знал о том, что фильм постановочный, и не имел какого-либо сценария с описанными действиями Феникса в прошлом выпуске с его участием. По словам Феникса, он ожидал, что люди догадаются о том, что его слова об уходе из кино в 35 лет — просто шутка, но не ожидал, что его появление на шоу обрастёт такой шумихой.

## В ролях
- Хоакин Феникс в роли самого себя
- Шон «Дидди» Коумбз в роли самого себя
- Кейси Аффлек в роли самого себя
- Энтони Лэнгдон в роли Энтони, напарника Феникса
- Мос Деф в роли самого себя
- Бен Стиллер в роли самого себя
- Эдвард Джеймс Олмос в роли самого себя
- Джейми Фокс в роли самого себя.

## Реакция
В мае 2010 года фильм увидели потенциальные покупатели. The Los Angeles Times сообщили, что «в фильме больше обнажённых мужских тел, чем можно увидеть в некоторых порнофильмах про геев, а момент, когда кто-то из споривших с Фениксом испражняется на актёра, пока тот спит, вызывает тошноту». В действительности же на съёмках вместо кала была использована смесь кофейной гущи и хумуса, которая поступала посредством специальной трубки, прикреплённой к спине. Роль поспорившего с Фениксом напарника сыграл гитарист американской рок-группы Spacehog Энтони Лэнгдон. Газетчики писали, что Феникс изображён плохим рэпером, нюхающим кокаин, заказывающим девушек по вызову для орального секса и оскорбляющим подчинённых. Несмотря на это, потенциальные дистрибьюторы были абсолютно уверены в документальной составляющей фильма и не догадывались о постановке.
После выхода фильм получил рейтинг 54 % на сайте Rotten Tomatoes. Критики разделились во мнении о жанровой принадлежности картины. Роджер Эберт дал фильму 3 звезды из 4, назвав фильм «грустной и тяжёлой трагедией саморазрушения Хоакина Феникса».